# هنديتريس
الهِنْدِيَتْرِيس أسلوب بلاغي تعمل فيه ثلاث كلمات التعبير عن فكرة واحدة ومعانٍ متناسبة. مثالاً على ذلك، الجملة اللاتينية "Vēnī, vīdī, vīcī" 'جئتُ، رأيتُ، انتصرتُ.' التي قالها يوليوس قيصر، فهذه الجملة تتركب من ثلاثة أفعال وتؤكد على فكرة واحدة.
بعض الجمل تحتوي أجزاءها الثلاثة على أكثر من كلمة بالإضافة إلى حروف المعاني، كما في جملة التوعية للوقاية من الأمراض المنقولة جنسيا "Abstinence, be faithful, use a condom" 'عفة، كن مخلصا، استعمل عازلا'، وحيث تدخل الكلمات في السياق ذاته، فإن أيّة جملة مثل هذه تسمى تِريَادًا [الإنجليزية] أو ثالوثا.